# 율리마르 로하스
율리마르 안드레아 로하스 로드리게스(스페인어: Yulimar Andrea Rojas Rodríguez, 1995년 10월 21일~)는 베네수엘라의 육상 선수로 주 종목은 세단뛰기이다. 현재 여자 세단뛰기 세계 기록을 보유하고 있으며 2016년 하계 올림픽에서 은메달, 2020년 하계 올림픽에서 금메달을 획득했다. 또한 세계 선수권 대회 4회(2017~2023) 우승, 세계 실내 선수권 대회 3회(2016~2022) 우승을 달성하여 세단뛰기의 여왕(스페인어: La Reina del Triple Salto)이라는 별명으로 잘 알려져 있다.

## 수훈
- 호세 펠릭스 리바스 훈장 1등급(2016년)